# Mikulášovická pahorkatina
Mikulášovická pahorkatina je geomorfologická jednotka, podokrsek okrsku Šenovská pahorkatina a nadřazeného celku Šluknovská pahorkatina. Její rozloha je 85 km² a nejvyšším bodem je Tanečnice (599 m).

## Přírodní poměry
Mikulášovická pahorkatina je geomorfologický podokrsek okrsku Šenovská pahorkatina a celku Šluknovská pahorkatina. Jednotka o rozloze 85 km² se nachází v západní části Šluknovského výběžku. Jižní, západní a severní hranice okrsku přibližně kopíruje státní hranici a přesahuje do sousedního Německa. Východní hranice odděluje Mikulášovickou pahorkatinu od Hrazenské pahorkatiny a je vedena od státní hranice po lužickém zlomu směrem k osadě Kopec, odtud na sever údolím Černého potoka, Vilémovského potoka a Velkošenovského potoka až ke státní hranici. Nejvyšším bodem je vrchol Tanečnice (599 m), nejnižším hladina Sebnice na státní hranici v Dolní Poustevně (293 m). Geologické podloží tvoří tři varianty granodioritu (lužický, hybridní a lipovsko-rožanský), doprovázené žílami doleritu a nepříliš častými průniky třetihorních neovulkanitů (čedič a podobné horniny). Celá pahorkatina náleží k povodí Labe a úmoří Severního moře. Kromě jižních svahů, které jsou odvodňovány do Křinice, je povodím druhého řádu Sebnice. Středně zalesněná krajina patří k 4. až 5. lesnímu vegetačnímu stupni (bukový a jedlo-bukový). Převažují hospodářské lesy s dominantním výskytem smrku ztepilého (Picea abies), doplněným modřínem opadavým (Larix decidua), bukem lesním (Fagus sylvatica) či jedlí bělokorou (Abies alba). Podél vodních toků se dochovaly původní údolní jasanovo-olšové luhy. Průměrná roční teplota je pro území odhadována na 6,5–7 °C, průměrné roční srážky pak na 700–800 mm. Na jih okrsku zasahuje Chráněná krajinná oblast Labské pískovce.

## Vrcholy
Výběr zahrnuje kopce pojmenované v databázi Geonames a na Základní topografické mapě ČR, jejichž vrchol leží na českém území.
- Tanečnice (599 m)
- Hraniční vrch (522 m)
- Buková hora (512 m)
- Radar (509 m)
- Meyerův vrch (509 m)
- Černý vrch (503 m)
- Ječný vrch (503 m)
- Roklinka (496 m)
- Tomášovský vrch (493 m)
- Hůrka (493 m)
- Čapák (493 m)
- Šenovský vrch (487 m)
- Větrník (484 m)
- Liščí vrch (480 m)
- Skřivánčí vrch (479 m)
- Skalka (477 m)
- Loupežník (476 m)
- Strážný vrch (475 m)
- Jáchym (475 m)
- Jelení kopec (475 m)
- Železný kopec (471 m)
- Srní (466 m)
- Roubený (461 m)
- Sjezdovka (461 m)
- Stráž (460 m)
- Mravenčák (459 m)
- Poustevník (456 m)
- Kamenný vrch (448 m)
- Davidův vrch (448 m)
- Spálený vrch (443 m)
- Strážný vrch (439 m)
- Severák (436 m)
- Lobendavský vrch (430 m)
- Anenský vrch (420 m)
- Ferdinandův vrch (419 m)
- Ferdinandova výšina (416 m)
- Ptačí vrch (415 m)
- Prakopce (376 m)
- Hamr (341 m)

## Geomorfologické členění
Geomorfologické zařazení podokrsku Mikulášovická pahorkatina:
- provincie: Česká vysočina
  - subprovincie: IV Krkonošsko-jesenická
    - oblast: IVA Krkonošská
      - celek: IVA-1 Šluknovská pahorkatina
        - okrsek: IVA-1-A Šenovská pahorkatina
          - podokrsek: IVA-1-A-a Hrazenská pahorkatina
          - podokrsek: IVA-1-A-b Mikulášovická pahorkatina